# تجمع راس وادي ثوف (رماة)

تعديل مصدري - تعديل

تجمع راس وادي ثوف هي إحدى قرى عزلة رماة بمديرية رماة التابعة لمحافظة حضرموت، بلغ تعداد سكانها 47 نسمة حسب تعداد اليمن لعام 2004.